# جازه طبطبائي
جازه طبطبائي (بالفارسية: ژازه تباتبایی) (1931 - 9 فبراير 2008) هو رسام تصويري طليعي وشاعر ونحات إيراني.
حصل الطبطبائي على 10 جوائز دولية كبرى تكريماً لمنحوتاته ولوحاته. وكان مؤسس ومدير معرض الفنون الحديثة في طهران. وحقق شهرته من خلال صناعة منحوتات معدنية تم تجميعها من آلات قديمة وسيارات بالية.

## مسيرته
كتب أول قصة له بعنوان «رمل وقش» وهو بعمر 12 عاماً، وبعد ذلك دخل المجالات الفنية الأخرى. ذهب لكتابة المسرحيات ومنها «زهور ذابلة»، «الإله شيشي يانغ»، «خطوات أقدام»، «مستر ميشيل» وكانت آخر مسرحياته الخاصة «جمعية الكشافة». في سنة 1947 نشر قصة «الولد الصغير».
في عام 1951 حصل على دبلوم من كلية الآداب، ثم عمل أول معرض فني له. بعد أربع سنوات حقق مركز أفضل طالب في إخراج الأفلام ومبادئ المسرح في الكلية الإيرانية للأدب. بعدها قام بعمل مسرحية «قميص سايلور».
في عام 1961 أكمل البرنامج الدراسي للرسم في كلية النون الجميلة. قام بانشاء المعرض الإيراني للفنون الحديثة، وهو أول معرض فني في إيران.

## أعماله
مجموعة كبيرة من أعمال الطبطبائي يُمكن العثور فيها في العديد من المتاحف حول العالم منها متحف المتروبوليتان ومتحف اللوفر. تم عرض أعماله في العديد من المعارض الفنية حول العالم، مثل: إنجلترا، الهند، إيطاليا، ألمانيا، إسبانيا، اليونان، أستراليا، فرنسا، الولايات المتحدة.

## أعمال عن الطبطبائي
قام المخرج الإيراني خسرو سيناي سنة 1967 بإخراج فيلم عن الطبطبائي بعنوان «سيرة ذاتية». سنة 1997 أخرج فيلم آخر عن حياة الفنان بعنوان «طريق الخريف».